# Martin Altén
Martin (eller Mårten) Altén, född 21 augusti 1764 i Hargs socken, död 22 mars 1830 i Hångsdala socken, var en svensk litteratör och översättare, far till Maria Dorothea Dunckel och Victor August Altén.

## Biografi
Altén föddes vid Hargs bruk i Roslagen som son till komministern Per Altén och Greta Persdotter. Han antogs som handsekreterare hos Bror Cederström och följde denne på en beskickning till Pommern, där han efter att ha tagit avsked från sekreterarbefattningen slog sig ned som privatlärare. Under tiden ingick han äktenskap med en prästdotter, Kristina Dorotea Landwertz. 1797 återvända han till Sverige och bosatte sig i Stockholm, där han ägnade sig åt litterära sysselsättningar, främst översättningar för teatern. Han har översatt över 60 utländska pjäser för den svenska scenen, men endast skrivit ett par egna, däribland Den förföljda oskulden. Stilen påminner om August von Kotzebues, en författare han mycket beundrade och vars verk han gjorde de flesta svenska översättningarna av. Åren 1809–1811 biträdde han Pär Aron Borg vid hans läroanstalt för blida och dövstumma, men lämnade befattningen, när institutet flyttades till Manilla.

## Översättningar
- Alcaden i Molorido, en fransk komedi i fem akter med text av Louis-Benoît Picard.[1]